# Jerzy Wojciech Heide
Jerzy Wojciech Heide (ur. 3 października 1706 w Praslitach koło Dobrego Miasta, zm. 2 czerwca 1765 w Lidzbarku Warmińskim) – polski duchowny katolicki, honorowy kanonik chełmiński, archiprezbiter lidzbarski, autor kroniki.
Pochodził z warmińskiej szlachty, był synem sołtysa w Praslitach Jerzego oraz Urszuli z domu Steffen; ochrzczony został 10 października 1706 w Dobrym Mieście. Uczęszczał do gimnazjum jezuickiego w Braniewie, gdzie pozostał również na dalszą naukę – w seminarium (Alumnacie Papieskim). Po ukończeniu w Braniewie studiów teologicznych 2 czerwca 1729 przyjął święcenia kapłańskie.
Pracował początkowo jako wikariusz w Braniewie. W 1737 przeszedł na probostwo w Grzędzie, a w 1745, prawdopodobnie dzięki protekcji kardynała Camillo Paolucciego (u którego kapelanem był ks. Franciszek Heide, brat Jerzego), otrzymał parafię w Kwiecewie. Po rezygnacji kanonika fromborskiego Andrzeja Gąsiorowskiego z funkcji archiprezbitera w Lidzbarku Warmińskim, w marcu 1754 mianowany został jego następcą, a w czerwcu tegoż roku wprowadzono go w posiadanie beneficjum. W 1765, krótko przed śmiercią, otrzymał nominację na kanonika honorowego kapituły chełmińskiej. Zaufaniem obdarzali go kolejni biskupi warmińscy – Krzysztof Jan Szembek i Adam Stanisław Grabowski.
Jako proboszcz-archiprezbiter lidzbarski ufundował do kościoła nowy ołtarz pod wezwaniem Trójcy Świętej. W latach 1755–1756 kierował pracami renowacyjnymi domu parafialnego. W ostatnich latach życia ciężko chorował, zmarł w czerwcu 1765 w Lidzbarku i został pochowany w podziemiach kościoła parafialnego, przy ołtarzu św. Anny. Historyk ks. Carl Peter Woelky scharakteryzował go jako człowieka "średniego wzrostu, myślącego, pobożnego, gościnnego, miłego w obejściu i dobrze obeznanego z historią Kościoła oraz z historią powszechną", po którym żal "był wielki, zwłaszcza u jego wikariuszy, których kochał jak braci, a którym pozostawił do podziału swoje książki i ubrania".
Heide podjął się spisania kroniki Lidzbarka i Warmii, z zamiarem przekazania wiedzy historycznej i ułatwienia odnalezienia się w lokalnych sprawach kolejnym archiprezbiterom. Korzystał przy tym z dawnych kronik i opracowań pruskich (m.in. Piotra z Dusburga, Łukasza Davida, Mikołaja Jeroschina), warmińskich (m.in. Jana Plastwicha, Stanisława Reszki, Jana Rywockiego), polskich (Wincentego Kadłubka, Macieja Stryjkowskiego), czasopism, dokumentów (m.in. Statutów Synodalnych biskupa Szembeka). Wiele z tych materiałów nie było jeszcze wówczas wydanych; Heide dotarł także do szeregu innych źródeł pisanych, np. ksiąg parafialnych i magistrackich.
Kronika zatytułowana została Archiwum dawne i nowe Lidzbarskiego Kościoła Archiprezbiterialnego (Archivum vetus et novum Ecclesiae Archipresbyterialis Heilsbergensis) i podzielona przez autora na cztery części: o pochodzeniu i założeniu miasta Lidzbarka, o dziejach Lidzbarka do połowy XVIII wieku, o powszechnych procesjach błagalnych oraz o dniach ślubowania i ich powodach, wreszcie o biskupach warmińskich. Dzieło, stanowiące ważne źródło do dziejów Warmii i samego Lidzbarka, Heide doprowadził do września 1764; następnie kronika kontynuowana była przez jednego z jego wikariuszy, Jakuba Józefa Harwarta. Rękopis pozostał w archiwum archiprezbiteratu lidzbarskiego (potem miejscowej parafii katolickiej). W 1889 Carl Peter Woelky przygotował jej krytyczne wydanie, ogłoszone na łamach "Monumenta Historiae Warmiensis" (tom VIII).